# Anna Odobescu
Anna Odobescu, född 3 december 1991, är en moldavisk sångerska. Hon representerade sitt land vid Eurovision Song Contest 2019 med sin sång "Stay". Hon vann det nationella uttagningen O melodie pentru Europa den 2 mars 2019.